# Edith Rozsa
Edith Rozsa (* 19. März 1973 in Whistler) ist eine ehemalige kanadische Skirennläuferin, die vorwiegend in den technischen Disziplinen Slalom und Riesenslalom startete. Ihr größter Erfolg war die Bronzemedaille im Slalom bei den Juniorenweltmeisterschaften 1992 in Maribor. Zwei Jahre zuvor in Ayer hatte sie in der gleichen Disziplin als Viertplatzierte das Podium noch knapp verpasst. Im Laufe ihrer Karriere trat sie auch bei den alpinen Skiweltmeisterschaften 1996 in der Sierra Nevada (Kombination: 14. Rang, Slalom: ausgeschieden) und 1997 in Sestriere (Riesenslalom: 23. Rang, Slalom: ausgeschieden) an.
Ihre ersten Punkte im Weltcup gewann Rozsa am 19. März 1995 mit Platz 15 im Slalom von Bormio, was auch ihr bestes Weltcupergebnis blieb. In den folgenden drei Jahren erreichte sie noch fünf Mal eine Platzierung unter den schnellsten 25; meist konnte sie sich aber nicht für den zweiten Durchgang qualifizieren. Im Nor-Am Cup gewann Rozsa zahlreiche Rennen und im Europacup erreichte sie mehrere Podestplatzierungen. 1994 wurde sie Kanadische Meisterin im Riesenslalom, 1995 und 1997 im Slalom.